# 汴頭
汴頭，是臺灣彰化縣溪湖鎮的一個地名，位於該鎮中部偏西。相較於今日行政區，其範圍大致包括汴頭里、大竹里、湖西里。 因位於大圳的汴門（分水閘）之頭，因此得名「汴頭」。

## 歷史
台灣清治末期至日治初期，汴頭地區為一街庄，稱為「汴頭庄」，隸屬於二林上堡。該庄北與大突庄、溪湖庄為鄰，東與四塊厝庄、崙仔腳庄為鄰，南邊為西勢厝庄，西邊為田中央庄。
1901年（日治明治三十四年）11月，全台廢縣廳改設二十廳，該庄隸屬於彰化廳。1903年（明治三十六年）6月，該庄編入「溪湖區」，隸屬於彰化廳。1909年（明治四十二年）10月，合併二十廳為十二廳，溪湖區改隸屬於臺中廳。1920年（大正九年），廢廳、支廳、區、街庄改設州、郡、街庄、大字，該庄改制為「汴頭」大字，隸屬於臺中州員林郡溪湖庄，大字下有「汴頭」、「大竹圍」、「阿狂厝」小字名。1938年，溪湖庄升格為溪湖街。
戰後溪湖街改制為溪湖鎮，隸屬於臺中縣，大字亦改制為里。1950年10月，中、彰、投分治，溪湖鎮改隸屬彰化縣。

## 聚落
本地區發展較早的聚落有汴頭、大竹圍、阿狂厝、豎圳、竹圍仔等，在日治期初期的官方地圖上已有記載。

## 交通
省道台19線（彰水路二段～一段）又稱「中央公路」，是彰化至台南永康的幹道，大致以北北東—南南西走向轉北微西—南微東走向再轉北北西—南南東走向經過本地區東部近邊界地帶。由該道路向北北東轉北北西再轉北繞過溪湖市區東側可前往埔鹽、福興東南端、秀水、彰化等地，向南南東轉南南西可前往埤頭、竹塘、二崙、崙背等地。
縣道148號（二溪路一段）是王功至草屯的道路，大致以橫向轉西微北－東微南走向經過本地區北部偏西凸出部分。由該道路向西可前往二林北部、芳苑的王功等地，向東微南轉東南東經溪湖市中心南側再轉東經國道1號員林交流道可前往埔心、員林、芬園、草屯等地。
鄉道彰41線（大道街、田中路、彰水路大竹巷）是好修至汴頭的道路，其南側端點位於本地區中部偏西的鄉道彰132線路口。由此向西轉北繞大彎轉東北再轉北，經縣道148號路口後轉西北繞大彎轉北北西出境後，可前往大突、南勢埔、瓦磘的好修聚落南側並止於縣道135號路口。
鄉道彰132線（彰水路大竹巷、福德路）是溪湖至竹頭仔的道路，其東北側端點位於本地區東部省道台19線路口。由此向西蜿蜒而行，至鄉道彰41線終點路口（福德路路口）轉西南，過成功高中大門後到達本地區西部邊界並沿邊界而行，至湖南路路口轉西北並出境後，轉西再轉南南西再轉西微北可前往田中央的竹頭子聚落並止於義和一圳橋頭。
鄉道彰138線（橫向崙子腳路）是番婆至頂庄的道路，其西側端點位於本地區東南部省道台19線路口。由此向東出境後可前往崙子腳並止於其東北端國道1號員林交流道東側的縣道148號路口。

## 學校
- 成功高中
- 湖南國小

## 文化資產
- 溪湖糖廠五分車站（歷史建築）：位於東側邊界地帶

## 產業
- 溪湖糖廠